# Living It Up
Living It Up (no Brasil, A Farra dos Malandros) é um filme de comédia de 1954 dirigido por Norman Taurog e protagonizado pela dupla Martin e Lewis.

## Sinopse
Homer Flagg (Jerry Lewis) é um jovem que trabalha em uma estação ferroviária em um pequeno lugar no Novo México e que sonha em ir para Nova York.
Em uma de suas fugas, Homer acidentalmente pega um carro radioativo para dirigir. No começo achando que estava morrendo de vítima de radiação, o seu doutor Steve Harris (Dean Martin) o examina e conclui que ele não tem nada. Mas isso era só o começo...uma repórter da "Crônica da Manhã" de Nova York chamada Wally Cook (Janet Leigh) vai até o Novo México para saber mais sobre Homer pois, ele foi considerado uma das raras vítimas a ser contaminado por radiação. Com isso, ela está disposta a levá-lo a Nova York com tudo pago até chegar a hora de sua morte.
Vendo que tudo isso seria bom, Homer aceita a proposta de Wally e vai falar com Steve dizendo para ele mentir a Wally que ele estava prestes a morrer, só para ela levá-lo a Nova York.
Então, os dois vão a Nova York e são acolhidos pelo Prefeito da cidade e Homer tira proveito disso porque agora ele teria uma vida boa e seria uma celebridade.
Mas conforme vai passando os dias, manter essa grande mentira vai ficando mais dífícil.

## Elenco
- Dean Martin: Steve Harris
- Jerry Lewis: Homer Flagg
- Janet Leigh: Wally Cook
- Edward Arnold: Prefeito
- Fred Clark: Oliver Stone
- Sid Tomack: Mestre de cerimônia
- Sig Ruman: Dr. Egelhofer
- Richard Loo: Dr. Lee
- Sheree North: Ela mesma
- Lane Chandler: Policial (não-creditado)
- Franklyn Farnum: Homem na estação (não-creditado)